# Rudolf Trümpy

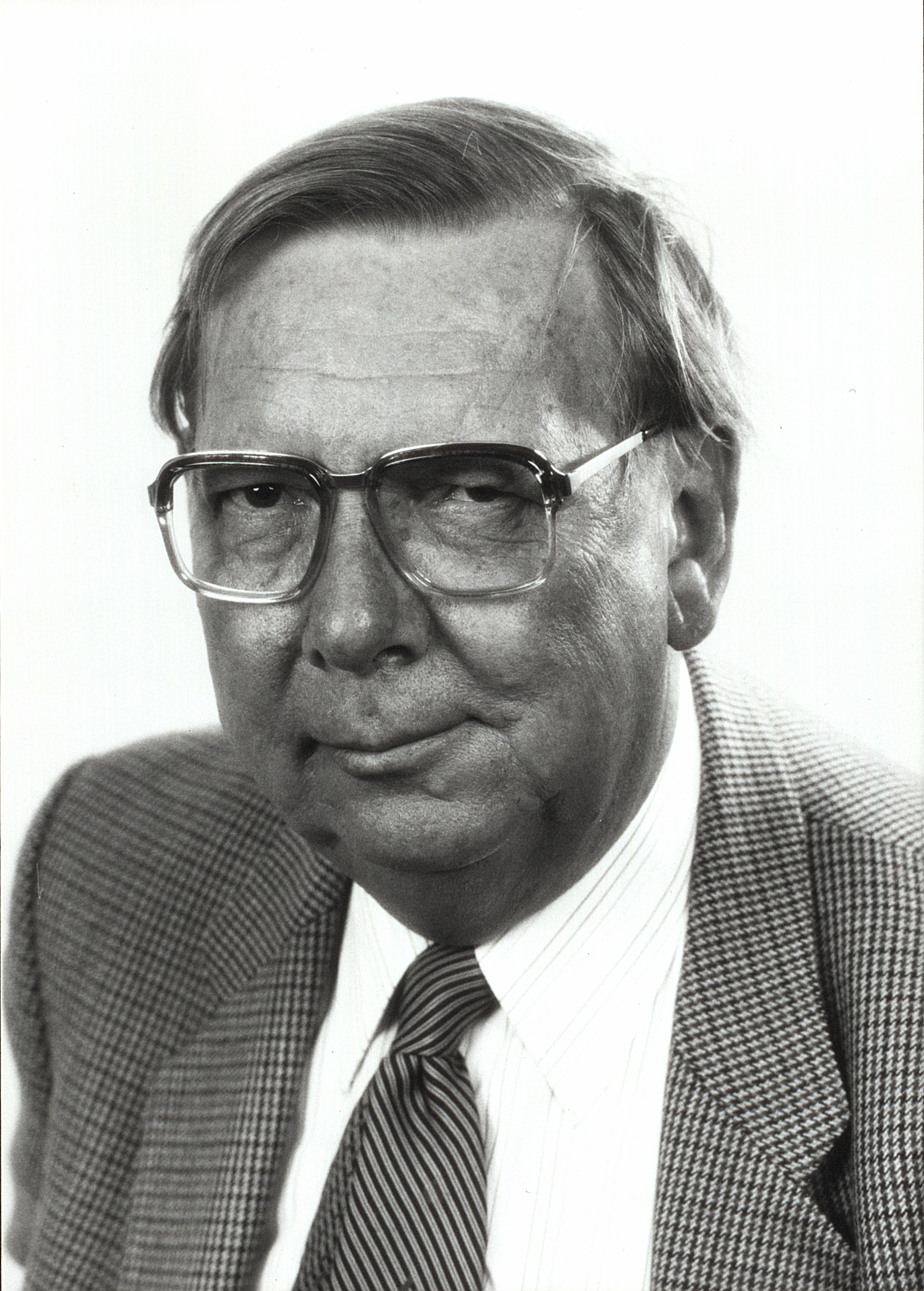
Rudolf Trümpy (1983)

Rudolf „Rudi“ Trümpy (* 16. August 1921 in Glarus; † 31. Januar 2009 in Küsnacht) war ein Schweizer Geologe, der sich massgeblich um die Erforschung der Geologie der Alpen verdient gemacht hat.

## Leben
Trümpy wurde in eine Geologenfamilie hineingeboren: sein Vater und drei seiner Onkel arbeiteten als Geologen in der Erdölindustrie. Obwohl sein Vater sein geologisches Interesse nicht besonders unterstützte, nahm er das Studium der Geologie an der ETH Zürich auf und graduierte 1947 mit einer Doktorarbeit über den unteren Jura der Schweizer Alpen („Der Lias der Glarner Alpen“). Zwischen 1947 und 1953 verbrachte er sein Postdoktorat in Lausanne, wo er seine Frau kennenlernte und heiratete. Nach dem plötzlichen Tod seines Institutsleiters Elie Gagnebin übernahm er die kommissarische Leitung der Einrichtung. 1953 wurde er zum Professor an der ETH Zürich berufen. 1956 ernannte ihn die Universität Zürich zum ausserordentlichen Professor ad personam und später zum Ordinarius ad personam für Stratigraphie. Beide Positionen behielt er bis zu seiner Emeritierung 1986 und war Leiter der geologischen Institute an beiden Universitäten. Er war darüber hinaus Mitglied mehrerer nationaler Komitees und Vorsitzender der IUGS. Von 1991 bis 1996 war er in der Leopoldina Obmann der Sektion Geologie und Paläontologie.

## Forschungsgebiete
Seine Forschungsarbeit konzentrierte sich vor allem auf die Geologie der Alpen. 1960 veröffentlichte er seine Arbeit über die tektonische Entwicklung der West- und Zentralalpen, die der Grundstein für seine internationale Anerkennung war. In der Zeit als Professor in Zürich betreute er eine grosse Zahl von Diplomarbeiten und Dissertationen zu geologischen Problemen in der West- und Zentralschweiz und veröffentlichte 1969 einen Beitrag über die Glarner Decken der Ostschweiz, die er als seine beste Arbeit bezeichnete. Neben zahlreichen Einzelaufsätzen zu speziellen Themen sind weiter seine Beiträge zur Geologie der Schweiz zu nennen, die in mehreren geologischen Exkursionsführern veröffentlicht wurden. Vor allem in seiner Geology of Switzerland fasste er die Erkenntnisse über den Bau der Alpen auf übersichtliche Weise zusammen. Daneben publizierte er Arbeiten zu ausseralpinen Regionen wie Grönland, die Montagne Noire oder die Sahara.

## Auszeichnungen und Ehrungen
Trümpy hat viele Auszeichnungen und Ehrungen erhalten, darunter die Eduard-Sueß-Gedenkmünze der Österreichischen Geologischen Gesellschaft im Jahr 1985 und im gleichen Jahr die Penrose-Medaille. 1998 wurde ihm die Gustav-Steinmann-Medaille der Geologischen Vereinigung verliehen, 2002 erhielt er die Wollaston-Medaille. 1973 erhielt er die Leopold-von-Buch-Plakette. 1979 wurde er Ehrenmitglied des Oberrheinischen Geologischen Vereins (OGV). 1978 wurde er in die National Academy of Sciences, 1980 in die American Academy of Arts and Sciences aufgenommen. 1983 wurde er zum Mitglied der Deutschen Akademie der Naturforscher Leopoldina gewählt.

## Schriften (Auswahl)
- 1949: Der Lias der Glarner Alpen. Dissertation ETH Zürich, Nr. 1634 (Abstract)
- 1960: Paleotectonic evolution of the central and western Alps. Geological Society of America Bulletin, Bd. 71, Nr. 6, S. 843–907
- 1963: Sur les racines des nappes helvétiques. Livre Paul Fallot, Bd. 2, S. 419–428, Société géologique de la France
- 1967: Geologischer Führer der Schweiz. H. 6. Basel-Zürich und Nordostschweiz. 433 S., Wepf & Co. Verlag, Basel
- 1969: Die helvetische Decken der Ostschweiz: Versuch einer palinspastischen Korrelation und Ansätze einer kinematischen Analyse. Eclogae geologicae Helvetiae, Bd. 62, Nr. 1, S. 105–138
- 1980: Geology of Switzerland – a guidebook. Wepf & Co. Verlag, Basel
- 1983: Zur Geologie des Glarner Freibergs. In: A. Schmidt (Hrsg.): Der Freiberg Kärpf. Verlag Buchhandlung Baeschlin, Glarus, S. 113–118
- 1991: The Glarus nappes: a controversy of a century ago. In: J. McKenzie & D. Müller (Hrsg.): Controversies in modern geology. S. 385–404, Academic Press, New york
- 2001: Why plate tectonics was not invented in the Alps. International Journal of Earth Sciences (Geologische Rundschau), Bd. 90. S. 477–483 (Onlineversion, PDF)
- 2009: Aus dem Geologischen Dienst der Schweizer Armee, 1939-1945. In: Swiss bulletin für angewandte Geologie. Band 14, 2009, S. 5–7.